# Masiphya ruficauda
Masiphya ruficauda là một loài ruồi trong họ Tachinidae.